# پونه (خواننده)
لیلا گرامی با نام هنری پونه (زاده ۵ شهریور ۱۳۳۳ تهران)، خواننده ایرانی است. او ابتدا با نام هنری شیلا کار خود را آغاز کرد و سپس نامش را به پونه تغییر داد. پدر او اهل صومعه‌سرا و مادر او از مهاجران بادکوبه‌ای بوده‌اند ولی او در تهران زاده شده است.

## آثار

| نام‌ ترانه  | ترانه‌سرا      | آهنگساز         | تنظیم          |
| ---------- | ------------- | --------------- | -------------- |
| دل دیوونه  | مسعود امینی   | محمود قراملکی   | میرزاده        |
| لحظه شکفتن |               |                 |                |
| دریا دل    |               |                 |                |
| بشکن بشکن  | بهادر مزینانی | محلی افغانستانی | احمد ذوالفقاری |
| ترس از خدا | عباس صفاری    | پرویز اتابکی    |                |
| همیشه تنها | تورج نگهبان   | واروژان         | واروژان        |
| آشتی‌کنان   | عباس صفاری    | پرویز اتابکی    |                |